# 野村剛史
野村 剛史（のむら たかし、1951年2月19日‐ ）は、日本の言語学者。東京大学名誉教授。専門は日本語文法史。

## 来歴
東京都生まれ。東京都立大学附属高等学校卒、1975年に京都大学文学部国文科卒業。1980年に同大学院文学研究科博士課程満期退学。安田章などに師事。大谷女子大学助教授、京都府立大学教授を経て、1999年に東京大学総合文化研究科言語情報科学専攻教授。2016年に定年退任、名誉教授。

## 人物
主に古代から現代までの日本語の文法などを研究している。日本語学会評議員などを務めた。
社会的活動では、東京都立大学 (1949-2011)に対する文部科学大臣への要望書、国立大学法人化と授業料値上げ、NHKへの政治介入、イラク拉致事件とメディア・バッシング、早稲田大学文学部ビラ撒き逮捕などへの意見を共同声明・賛同者として表明した。

## 著書
- 『話し言葉の日本史』吉川弘文館〈歴史文化ライブラリー〉、2011年。ISBN 978-4-642-05711-0
- 『日本語スタンダードの歴史：ミヤコ言葉から言文一致まで』岩波書店、2013年。ISBN 978-4-00-024294-3
- 『日本語「標準形(スタンダード)」の歴史：話し言葉・書き言葉・表記』講談社〈講談社選書メチエ〉、2019年。ISBN 978-4-06-516385-6

## 参考
東京大学エグゼクティブ・マネジメント・プログラム公式サイト（講師紹介）–2010年5月15日閲覧